# Serie A 2002-2003 (rugby a 15 femminile)
La Serie A 2002-03 fu il 12º campionato di rugby a 15 femminile di prima divisione organizzato dalla Federazione Italiana Rugby e il 19º assoluto.
Si tenne dal 15 dicembre 2002 al 27 aprile 2003 tra 12 squadre ripartite in due gironi paritetici su base geografica.
La finale del torneo, che si tenne a San Donà di Piave, vide il primo atto di una lunga rivalità che continuò per le successive 10 stagioni consecutive: per 11 campionati di fila, infatti, la gara-scudetto fu disputata dalle trevigiane del Red Panthers e la squadra femminile del Riviera del Brenta, e soltanto nel 2014 vi fu spazio per un'altra formazione alternativa alle due venete, il Monza.
Il titolo fu appannaggio delle Red Panthers che vinsero così il loro dodicesimo scudetto consecutivo su 12 edizioni di campionato federale e diciannovesimo su 19 considerando anche le edizioni non ufficiali organizzate dalla UISP.
Fu, anche, l'ultimo della striscia vincente delle giocatrici trevigiane, che l'anno successivo furono rimpiazzate nel palmarès dalle avversarie lagunari.

## Formula
Le 12 squadre furono suddivise in due gironi paritetici su base geografica di 6 squadre ciascuno.
Le prime due classificate di ogni girone accedettero alle semifinali in gara unica, con la prima di ogni girone ad accogliere sul proprio terreno la seconda dell'altro girone.
La finale si tenne in gara unica in sede decisa dalla Federazione Italiana Rugby, che nell'occasione designò lo stadio Romolo Pacifici di San Donà di Piave (provincia di Venezia).

## Squadre partecipanti

### Girone A
- Biella
- Grazia Deledda (Sinnai)
- Le Lupe (Piacenza)
- Prato
- Red Panthers (Treviso)
- Riviera del Brenta (Mira)

### Girone B
- IT Buonarroti (Frascati)
- CUS Roma
- Messina
- Perugia Ragazze
- Pesaro
- Villa Pamphili (Roma)

## Stagione regolare

### Girone A
| 15-12-2002 | 1ª/6ª giornata                | 22-2-2003 |
| ---------- | ----------------------------- | --------- |
| 0-6        | Red Panthers — Grazia Deledda | 35-0      |
| 0-78       | Biella — Riviera              | 0-97      |
| 7-5        | Prato — Le Lupe               | 7-19      |
|            |                               |           |

| 26-1-2003 | 4ª/7ª giornata           | 30-3-2003 |
| --------- | ------------------------ | --------- |
| 5-122     | Biella — Red Panthers    | 0-89      |
| 44-0      | Le Lupe — Grazia Deledda | 0-5       |
| 0-62      | Prato — Riviera          | 0-83      |
|           |                          |           |

| 12-1-2003 | 2ª/7ª giornata         | 9-3-2003 |
| --------- | ---------------------- | -------- |
| 17-5      | Grazia Deledda — Prato | 5-14     |
| 55-10     | Le Lupe — Biella       | 15-0     |
| 0-7       | Riviera — Red Panthers | 8-34     |
|           |                        |          |

| 9-2-2003 | 5ª/10ª giornata         | 6-4-2003 |
| -------- | ----------------------- | -------- |
| 54-5     | Grazia Deledda — Biella | 5-29     |
| 118-0    | Red Panthers — Prato    | 6-0      |
| 52-0     | Riviera — Le Lupe       | 47-5     |
|          |                         |          |

| 19-1-2003 | 3ª/8ª giornata           | 16-3-2003 |
| --------- | ------------------------ | --------- |
| 24-7      | Prato — Biella           | 27-7      |
| 22-0      | Red Panthers — Le Lupe   | 80-7      |
| 67-5      | Riviera — Grazia Deledda | 20-3      |

#### Classifica girone A
| Pos | Squadra            | G  | V | N | P | PF  | PS  | DP   | BMP | Pt |
| --- | ------------------ | -- | - | - | - | --- | --- | ---- | --- | -- |
| 1   | Red Panthers       | 10 | 9 | 0 | 1 | 513 | 26  | +487 | 6   | 42 |
| 2   | Riviera del Brenta | 10 | 8 | 0 | 2 | 514 | 54  | +460 | 9   | 41 |
| 3   | Le Lupe            | 10 | 4 | 0 | 6 | 150 | 230 | −80  | 4   | 20 |
| 4   | Grazia Deledda     | 10 | 4 | 0 | 6 | 100 | 219 | −119 | 1   | 17 |
| 5   | Prato              | 10 | 4 | 0 | 6 | 84  | 329 | −245 | 0   | 16 |
| 6   | Biella             | 10 | 1 | 0 | 9 | 63  | 566 | −503 | 1   | 5  |

### Girone B
| 15-12-2002 | 1ª/6ª giornata          | 22-2-2003 |
| ---------- | ----------------------- | --------- |
| 5-27       | Buonarroti — CUS Roma   | 5-31      |
| n/d        | Perugia — Messina       | 0-47      |
| 22-49      | Villa Pamphili — Pesaro | 41-14     |
|            |                         |           |

| 26-1-2003 | 4ª/9ª giornata           | 30-3-2003 |
| --------- | ------------------------ | --------- |
| 5-15      | Buonarroti — Messina     | 5-25      |
| 69-0      | CUS Roma — Pesaro        | 47-7      |
| 32-10     | Perugia — Villa Pamphili | 15-5      |

| 12-1-2003 | 2ª/7ª giornata           | 9-3-2003 |
| --------- | ------------------------ | -------- |
| 35-10     | CUS Roma — Perugia       | 16-19    |
| 22-10     | Messina — Villa Pamphili | 39-26    |
| 12-44     | Pesaro — Buonarroti      | 0-48     |
|           |                          |          |

| 9-2-2003 | 5ª/10ª giornata             | 6-4-2003 |
| -------- | --------------------------- | -------- |
| 17-0     | Messina — CUS Roma          | 14-17    |
| 5-57     | Pesaro — Perugia            | 0-37     |
| 38-7     | Villa Pamphili — Buonarroti | 17-23    |

| 19-1-2003 | 3ª/8ª giornata            | 16-3-2003 |
| --------- | ------------------------- | --------- |
| 0-17      | Buonarroti — Perugia      | 0-35      |
| 30-0      | Messina — Pesaro          | 63-0      |
| 7-43      | Villa Pamphili — CUS Roma | 12-26     |

#### Classifica girone B
| Pos | Squadra         | G  | V | N | P | PF  | PS  | DP   | BMP | Pt |
| --- | --------------- | -- | - | - | - | --- | --- | ---- | --- | -- |
| 1   | CUS Roma        | 10 | 8 | 0 | 2 | 311 | 96  | +215 | 8   | 40 |
| 2   | Messina         | 10 | 8 | 1 | 1 | 272 | 63  | +209 | 5   | 39 |
| 3   | Perugia Ragazze | 10 | 7 | 1 | 2 | 222 | 118 | +104 | 6   | 36 |
| 4   | IT Buonarroti   | 10 | 3 | 0 | 7 | 142 | 217 | −75  | 3   | 15 |
| 5   | Villa Pamphili  | 10 | 2 | 0 | 8 | 188 | 270 | −82  | 5   | 13 |
| 6   | Pesaro          | 10 | 1 | 0 | 9 | 87  | 458 | −371 | 1   | 5  |

## Fase aplay-off
|  | Semifinali | Semifinali         | Semifinali         |                    |              | Finale       | Finale | Finale |  |
|  |            |                    |                    |                    |              |              |        |        |  |
|  | A1         | Red Panthers       | 19                 |                    |              |              |        |        |  |
|  | A1         | Red Panthers       | 19                 |                    |              |              |        |        |  |
|  | B2         | Messina            | 8                  |                    |              |              |        |        |  |
|  | B2         | Messina            | 8                  |                    | Red Panthers | Red Panthers | 47     |        |  |
|  |            |                    |                    |                    | Red Panthers | Red Panthers | 47     |        |  |
|  |            |                    | Riviera del Brenta | Riviera del Brenta | 3            |              |        |        |  |
|  | B1         | CUS Roma           | Riviera del Brenta | Riviera del Brenta | 3            | 12           |        |        |  |
|  | B1         | CUS Roma           |                    |                    |              |              |        |        |  |
|  | A2         | Riviera del Brenta | 35                 |                    |              |              |        |        |  |

### Semifinali
| Treviso 13 aprile 2003 | Red Panthers | 19 – 8 | Messina | Campo la Ghirada |

| Roma 13 aprile 2003 | CUS Roma | 12 – 35 | Riviera del Brenta | Campi di Tor di Quinto |

### Finale
| Arbitro: | Morandin (Padova) |

| |              | |
| Collodo 5’ Zangirolami 15’ Pavan 37’ Facchini 52’, 58’ Nacca 67’ Peron 77’ | mt           | |
| Peron 5’, 15’, 37’, 52’, 58’, 67’ | tr           | |
| | c.p.         | 18’ Veronica Schiavon |
| · 76’ G. Pavan · Bisetto · 56’ Collodo · Zangirolami · G. Bado · Peron · 77’ Facchini · 70’ Sartorato · 48’ Rossetti · 65’ A. Bado · F. Gallina · Agostinelli · Mestriner · L. Stefan · 70’ Corbanese | Formazioni   | · Valentina Schiavon · Lessana · Pace · Bettin · Morri · Veronica Schiavon · Prevedello · Toniolo · Buratto · Riondato 41’ · Bittner · Scarni · Lazzarin 64’ · Corrò |
| · 48’ Nacca · 56’ Colusso · 65’ R. Gallina · 70’ Franceschin · 72’ Franchin · 76’ Carlet · 77’ Bianco                                                                                                 | Sostituzioni | · 41’ Ceradini · 64’ Sterzi |
| Gianni Zanon | Allenatori   | Mario Schiavon |

## Verdetti
- Red Panthers: campione d'Italia